# سكيف
سكيف عبارة عن عجلة تلميع مملوءة بمزيج من زيت الزيتون وغبار الماس المستخدم في صناعة قطع الماس اخترعها لوديويك فان بيركين عام 1456.
باستخدام سكيف، أصبح من الممكن تلميع جميع جوانب الماس بشكل متماثل بزوايا تعكس الضوء بشكل أفضل. أحدث هذا الاختراع ثورة في صناعة قطع الألماس وبالتالي زاد من شعبية الماس.
تتكون عجلة سكيف من قرص صلب موازٍ للأرضية. يشبه القرص ويتم تدويره بنفس طريقة تدوير عجلة الفخار. يتم وضع طبقة من زيت الزيتون وغبار الماس على السطح العلوي. يُحيط القرص بإطار دائري لالتقاط الزيت الذي يتم لفه أثناء تدوير القرص.
تحوم فوق سطح القرص مباشرة ذراع ميكانيكية لتثبيت الماس. يمكن تعديله بدقة لنقل الماس إلى الموضع الدقيق المطلوب لتلميع الجوانب. مع تلميع الجوانب، يتم إنتاج المزيد من غبار الماس، مما يعيد تغذية الجهاز.

## روابط خارجية
- اختراع الماس. الفصل 11 بواسطة إدوارد جاي إبستين
- قطع الماس. شكرًا لك ، لوديويك فان بيركين بواسطة جيفري بلانك. 21 أبريل 2006